# Подружка из ада (фильм)
Подружка из ада (англ. Girlfriend From Hell, порт. A Noiva que Veio do Inferno) — кинофильм. Премьера показа в США прошла 24 апреля 1989 года.

## Сюжет
Охотник за дьяволом преследует очередного демона, который, страясь спрятаться, вселяется в девушку Мэгги — «синий чулок». С этого момента и начинаются все её приключения! Девушка становится настоящей оторвой...

## Премьеры
В Соединенных Штатах Америки первый показ фильма был проведен 24 апреля 1989 года, а в августе фильм вышел в продажу. 30 марта 1990 года была премьера в Португалии.

## В ролях
| Актёр                  | Роль                |
| ---------------------- | ------------------- |
| Лиэн Александра Кертис | Мэгги               |
| Дана Эшбрук            | охотник             |
| Лесли Дин              | Диана               |
| Джеймс Доутон          | Дэвид               |
| Энтони Баррил          | Карл                |
| Кен Абрахам            | Рокко               |
| Сара Кайте Кохлан      | Фреда               |
| Хилари Морс            | Элис                |
| Брэд Зуто              | Тедди               |
| Джеймс Карен           | отец Карла          |
| Рене Уэйн Голден       | настоятельница      |
| Лора Брюно             | сестра Фрэнкс       |
| Ким Норт               | сестра Бинс         |
| Сьюзан Ром             | монахиня            |
| Дафна Кастнер          | монахиня            |
| Жаклин Робинсон        | монахиня            |
| Джек Уэст              | Хершель             |
| Джефф Попик            | друг Хершеля        |
| Кэш Маккаллум          | друг Хершеля        |
| Пол Касканте           | метрдотель          |
| Александр Соумс        | официант            |
| Даун Джейкобс          | демон               |
| Кристина Вероника      | танцовщица          |
| Либби Джейкобс         | женщина с ребёнком  |
| Джерри Лайвли          | Бог                 |
| Пьер Терсон            | человек с лобстером |